# Laugesoo
Laugesoo är en sumpmark i Estland. Den ligger i Elva kommun i landskapet Tartumaa, 150 km sydost om huvudstaden Tallinn. Den ligger omedelbart söder om floden Emajõgi och mellan småköpingarna Ulila och Ilmatsalu. 